# Emmanuel Prisco
Emmanuel Prisco (Medellín, Antioquia; 25 de abril de 1991), es un futbolista colombiano. Se desempeña en la posición de Centrocampista.

## Clubes
| Club                | País     | Año         |
| ------------------- | -------- | ----------- |
| Atlético Juventud   | Colombia | 2010        |
| Santa Fe            | Colombia | 2010        |
| Leones              | Colombia | 2011 - 2012 |
| Fortaleza           | Colombia | 2013        |
| Patriotas Boyacá    | Colombia | 2014        |
| América de Cali     | Colombia | 2014        |
| Jaguares de Córdoba | Colombia | 2015        |
| Ayacucho            | Perú     | 2016        |

## Palmarés
- Ascendió con Fortaleza